# Prva suženjska vojna
Prva suženjska vojna ali tudi prva servilna vojna (135–132 pr. n. št.) je bil upor sužnjev proti Rimski republiki, ki se je odvijal na Siciliji. Upor se je začel leta 135, ko je Evn, suženj iz Sirije, ki se je razglašal za preroka, s 400 tovariši sužnji zavzel mesto Ena v središču otoka. Kmalu zatem je Kleon, kilikijski suženj, zavzel mesto Agrigento na južni obali, pobil prebivalstvo, nato pa se je pridružil Evnovi vojski in postal njegov vojaški poveljnik. Evn se je celo razglasil za kralja pod imenom Antioh, po selevkidskih cesarjih iz svoje rodne Sirije.
Nekdanji sužnji so se nato preselili na vzhodno obalo in prevzeli nadzor nad Katano in Tauromenijem. Njihov podvig je sprožil več manjših uporov v Italiji in vse do Delosa v Egejskem morju. Evn in Kleon sta uspela odbiti več rimskih poskusov zatrtja upora, dokler ni leta 134 na Sicilijo prispela vojska pod poveljstvom konzula Publija Rupilija in oblegala mesta pod nadzorom sužnjev. Upor se je končal leta 132 s padcem Ene in Tauromenija.

## Izvori
Po dokončnem izgonu Kartažanov med drugo punsko vojno so se na Siciliji zgodile velike spremembe v lastništvu zemljišč. Špekulanti iz Italije so pohiteli na otok, kupovali velike parcele zemljišč po nizkih cenah ali zasedli posesti, ki so pripadale Sicilijancem kartažanske stranke. Te so bile Rimu zaplenjene po usmrtitvi ali pobegu njihovih lastnikov.
Novo prispeli rimski Sicilijanci so svoje sužnje izkoriščali bolj brutalno kot njihovi predhodniki. Po Diodorju Sicilskem politično vplivni lastniki sužnjev, pogosto rimski vitezi (Equites), niso zagotavljali dovolj hrane in oblačil za svoje sužnje. Rimska osvojitev Makedonije, v kateri so bili na tisoče osvojenih prodani v suženjstvo, trgovanje s sužnji kretskih in kilikijskih piratov, katerih dejavnost je bila v tistem času praktično neovirana, kot tudi zatiranje pokvarjenih rimskih provincialnih guvernerjev, ki so bili znani po organiziranju lovov na nižje sloje podeželskih prebivalcev (za prodajo kot sužnjev) – vse to je prispevalo k stalni oskrbi z novimi sužnji po zelo nizki ceni, zaradi česar je bilo za njihove gospodarje bolj donosno, da so jih izčrpali z neprekinjenim delom, surovostjo, izpostavljenostjo in podhranjenostjo, da bi jih poceni zamenjali, kot pa da bi ustrezno skrbeli za njihovo prehrano, zdravje in namestitev. V skladu s tem je sistem plantaž, ki se je oblikoval na Siciliji, povzročil, da je na tisoče sužnjev vsako leto umrlo od dela na poljih od zore do mraka z verigami okoli nog, ponoči pa so bili zaprti v zadušljivih podzemnih jamah. Za hrano so se morali sužnji zateči k razbojništvu, da bi preživeli. Rimski senat ni sprejel ukrepov za zajezitev te nevarne težnje, ki je eno najlepših in najrodovitnejših provinc republike spremenila v grozni brlog bede, razbojništva, grozodejstev in smrti.

## Suženjska vojna
Leta 135 pr. n. št. so se plantažni sužnji na Siciliji končno uprli, na čelu s sužnjem Evnom sirskega porekla, ki je kot čarovnik in samooklicani prerok že dolgo napovedoval, da bo postal kralj. Njegov gospodar ga je, prepoznavši njegove talente, uporabljal kot zabavljača na simpozijih, kjer je izvajal spretne čarovniške trike, vključno z bruhanjem ognja.Med nastopom je nenehno govoril – kar so poslušalci imeli za humor – in dejal, da bo sicilijanska družba doživela zamenjavo vlog, v kateri bo njegovo aristokratsko občinstvo pobito ali zasužnjeno, on pa bo postal kralj. Tistim, ki so mu dali napitnine, je Evnus obljubil, da bodo prihranjeni, ko bo prišel v svoje kraljestvo. Med uporom je prihranil življenja vsaj nekaterim posameznikom.
Iskra, ki je sprožila upor, je prišla, ko je skupina sužnjev, ki so trpeli pod hudo krutostjo svojega lastnika Damofila, poiskala Eunusa za nasvet, kaj storiti v njihovi situaciji. Eunus je izjavil, da se bo njegova prerokba zdaj izpolnila, in organiziral približno 400 sužnjev v skupino ter napadel pomembno mesto Enno, ki se nahaja v notranjosti otoka in je bilo dom Damofila. Nepripravljeno mesto so uporniki zavzeli in oplenili, pri čemer so usmrtili vsakega prebivalca razen kovačev, ki so bili priklenjeni na svoje kovačnice in prisiljeni izdelovati orožje za svoje ugrabitelje. Damofila so zaklali, potem ko so ga žaljivo paradirali skozi lokalno gledališče, medtem ko je ponižno prosil za svoje življenje, njegovo ženo pa so do smrti mučili njeni služabniki. Njihovo hčerko, ki je nekoč poskušala ublažiti trpljenje sužnjev svoje družine, so uporniki prihranili in ji dali častno spremstvo, ki jo je moralo dostaviti v Catanio.
Po zavzetju Enne se je Eunus okronal za kralja in si nato nadel ime Antioh, ime, ki so ga uporabljali Selevkidi, ki so vladali njegovi domovini Siriji, in svoje privržence, ki so jih šteli na desettisoče, je imenoval Sirci. Po zavzetju Enne se je upor hitro razširil. Aheja, grškega sužnja, je Eunus imenoval za vrhovnega poveljnika, ki se je hkrati razglasil za kralja Antioha iz Sirije. Skupina 5.000 sužnjev na južni strani otoka pod Cleonom se je dvignila in zavzela Agrigentum, nato pa so se pridružili Eunusu in njegovim silam. Število suženjske vojske se je hitro povečalo z 10.000 na 70.000 po najnižji oceni (Tit Livij in Orozij za njim), ali celo 200.000 po Diodorus Siculusu, vključno z moškimi in ženskami, morda tudi z otroki.
Pretor Lucius Hypsaeus je z enoto sicilijanske milice odkorakal, da bi zatrl upor, vendar so sužnji premagali njegovo vojsko. Nato so zaporedoma premagali tri druge pretorje in do konca leta zasedli skoraj celoten otok. Leta 134 je rimski senat poslal[C. Fulvius Flaccusa, konzula za tisto leto, da bi končal upor. Vendar se zdi, da se je njegova kampanja, katere podrobnosti so redke in nejasne, končala brez dokončnega rezultata. Leto kasneje, leta 133, je novi konzul Lucius Calpurnius Piso (konzul 133 pr. n. št.) dobil isto nalogo kot Flaccus, vendar je tokrat prizadevanje dejansko dalo rezultate. Ponovno je zavzel Messino in usmrtil 8.000 predanih sužnjev, preden je oblegal pomembno mesto Taormino na severovzhodni obali, čeprav ga ni mogel zavzeti. Upor je bil dokončno zadušen v celoti naslednje leto s strani Publiusa Rupiliusa. Tudi on je oblegal Taormino (Tauromenium) in ga z relativno lahkoto zavzel zahvaljujoč pomoči izdajalcev iz suženjske vojske, ki je branila mesto. Vsi ujetniki, zajeti ob padcu mesta, so bili najprej mučeni in nato vrženi s pečine. Nato je odkorakal na Enno, ki je postala središče celotnega upora, kjer se je zatekel eden od voditeljev sužnjev, Cleon. Cleon je nato umrl zaradi ran, ki jih je utrpel med obupnim izpadom čez vrata, da bi poskušal prebiti rimske oblegane linije. Enna je padla kmalu zatem, spet s pomočjo izdajalcev znotraj obzidja. Ostanki suženjske vojske na preostalem delu otoka so bili hitro uničeni, Rupilius pa je v maščevanju križal okoli 20.000 ujetnikov.
Kar zadeva Eunusa, je malo znanega o njegovi dejanski udeležbi v vojni. Samo njegovi sovražniki so pustili zapise o njem, in njegove zmage so pripisovali njegovemu generalu Cleonu. Toda Eunus je moral biti človek z izjemnimi sposobnostmi, da je ohranil svoj vodilni položaj skozi celotno vojno in da je poveljeval storitvam tistih, ki naj bi bili njegovi nadrejeni. Eunus je bil ujet po padcu Tauromenija in so ga našli skritega v jami. Odpeljali so ga v mesto Morgantino, da bi čakal na kazen, vendar je umrl zaradi bolezni, preden so mu lahko sodili.
Vojna je trajala od 135 do 132 pr. n. št. Bila je prva od treh velikih suženjskih uporov proti Rimski republiki; zadnjega in najbolj znanega je vodil Spartak.